# Glaucidium costaricanum
Glaucidium costaricanum е вид птица от семейство Совови (Strigidae).

## Разпространение
Видът е разпространен в Коста Рика и Панама.